# Paepalanthus obnatus
Paepalanthus obnatus är en gräsväxtart som beskrevs av Tissot-sq. Paepalanthus obnatus ingår i släktet Paepalanthus och familjen Eriocaulaceae. Inga underarter finns listade i Catalogue of Life.